# GEOS (オペレーティングシステム)
GEOS (Graphic Environment Operating System) は、Berkeley Softworks（後の GeoWorks Corporation）が開発した一連のオペレーティングシステム (OS) の名称。1986年、コモドール64向けにGUIを提供するOSとして登場した。その後1990年、IBM PCおよび互換機向けの PC/GEOS（GeoWorks とも）がリリースされた。最新版は2009年に Breadbox Computer Company LLC から Breadbox Ensemble としてリリースされた PC/GEOS 4.1.3 である。

## 8ビット版 GEOS
最初の GEOS は、1986年、コモドール64向けに設計された。初期の Mac OS に酷似しており、ワープロソフト（geoWrite）、ペイントプログラム（geoPaint）などを含んでいた。コモドールは、これをコモドール64の廉価版(C64C)に同梱して販売した。出荷本数だけで言えば、ピーク時には世界第三位のシェアを誇った（他は、MS-DOS と Mac OS）。
GEOS互換の各種ソフトウェアが Berkeley やサードパーティから発売された。DTPアプリケーション（geoPublish）、表計算ソフト（geoCalc）などである。geoPublish は Adobe PageMakerほどの機能はなく、geoCalc は Microsoft Excel ほどの機能はなかったが、8ビットのパーソナルコンピュータ向けとしてはそれなりの機能を有しており、Berkeley の創設者 Brian Dougherty は数年間、社内のビジネスにはコモドールの8ビットパソコン上で同社のソフトウェアを動作させて使っていると公言していた。
後に GEOS の拡張版が、コモドール128と Apple II 向けにリリースされた。他にもコモドールPlus/4向けのバージョンもあったが、あまり知られていない。
Apple II 版 GEOS は、2003年8月にフリーウェア（オープンソースではない）としてリリースされ、2004年にはコモドール64/128版もそれに続いた。

## GeoWorks Ensemble - PC/GEOS 1.0–2.x
1990年、GeoWorks はPC/AT互換機向け GEOS である PC/GEOS をリリースした。GeoWorks Ensemble という名前でも販売された。8ビット版とは互換性がないが、様々な機能拡張がなされていた。例えば、PC XT や AT レベルの互換機でも、スケーラブルフォントやマルチタスクを実現していた。アセンブリ言語で書かれていたため、Microsoft Windows 3.0よりも高速に動作した。当時、欧米では（GEMなどと同様）PC/GEOS を PC にバンドルする販売戦略もあったが、Windows に比較すると成功したとは言い難い。なお、PC/GEOS は当時の Windows と同様、DOS がないと起動できない。
1992年12月、NECとソニーは GeoWorks の OEM 版（CD Manager）を CD-ROMドライブ製品に同梱した。
GeoWorks の一部は AOL のDOS版接続用ソフトウェアにも使われた。これは Windows 全盛となってDOS版の自社開発をAOLが止めたためである。当時の AOL が配布していたフロッピーディスクは、細工すると GeoWorks そのものを起動させることができた。
GeoWorks はサードパーティにアプリケーションを開発してもらおうとしたが、マニュアルと使いにくい開発環境が1000ドルと高価で、デバッガを動作させるには2台目のPCをシリアルで接続する必要があったため、多くの支持は得られなかった。

### バージョン履歴
- 1990年: OS/90 （β版）、GeoWorks 1.0
- 1991年: GeoWorks 1.2
- 1992年: GeoWorks 1.2 Pro （ボーランド QuattroPro を同梱）、GeoWorks DTP、GeoWorks CD Manager
- 1993年: GeoWorks Ensemble 2.0 （新カーネル PC/GEOS 2.0）、Geopublish 2.0
- 1994年: Geoworks Ensemble 2.01

Ensemble 2.01 のリリースを最後に、GeoWorks はデスクトップ版のサポートを止め、携帯端末向けに注力するようになった。

## NewDeal Office - PC/GEOS 3.x
PC/GEOS の後継バージョンは、NewDeal Inc. から NewDeal Office として発売された。

### バージョン履歴
- 1996年: NewDeal Office 2.2/2.5、NewDeal Publish 2.5 （シェアウェア版）
- 1997年: NewDeal Office 97
- 1998年: NewDeal Office 98
- 1999年: NewDeal Office Release 3、NewDeal Office 3.2
- 2000年: NewDeal Office 3.2d （ドイツ語版パッチ）、NewDeal Office 2000 （新カーネル PC/GEOS 3.0）、NewDeal Office 2000 for GlobalPC

## Breadbox Ensemble - PC/GEOS V4.x
NewDeal Inc. が事業をやめた後（2003年）、Breadbox Computer Company LLC. が PC/GEOS 関連の全ての知的財産権を GeoWorks から買い取った（正確には独占利用契約）。最新の PC/GEOS 4.x は、Breadbox Computer Company LLC. が Breadbox Ensemble としてリリースしている。各種オフィスソフト（ワープロソフト、表計算ソフト、データベースなど）やウェブブラウザ、電子メールクライアントなどを備えている。

### バージョン履歴
- 2001年: BreadBox Ensemble Beta Version 4.0.1.x
- 2002年: Breadbox Ensemble *Full* Version 4.0.2.0
- 2005年3月: Breadbox Ensemble Version 4.1.0.0
- 2005年11月: Breadbox Emsemble Version 4.1.2.0
- 2009年8月: Breadbox Emsemble Version 4.1.3

## PEN/GEOS
PEN/GEOS は、ローエンドのノートパソコン向けの GEOS である。ブラザー工業のノートパソコンや、ノキアのハンドヘルドPCで使われた。また、HP OmniGo 100 や 同120 でも使われている。

### バージョン履歴
- 1992年: PEN/GEOS 2.0
- 1995年: PEN/GEOS 3.0

## GEOS-SC
GEOS-SC は、GeoWorks が 1997年に RISCマイクロプロセッサを使った携帯電話上で動作するITRON OS用に開発したものである。
日本向けに開発され、東芝から発売されたPHS内蔵のPDA GENIO PCV100で採用された。